# Tien kleine negertjes (boek)

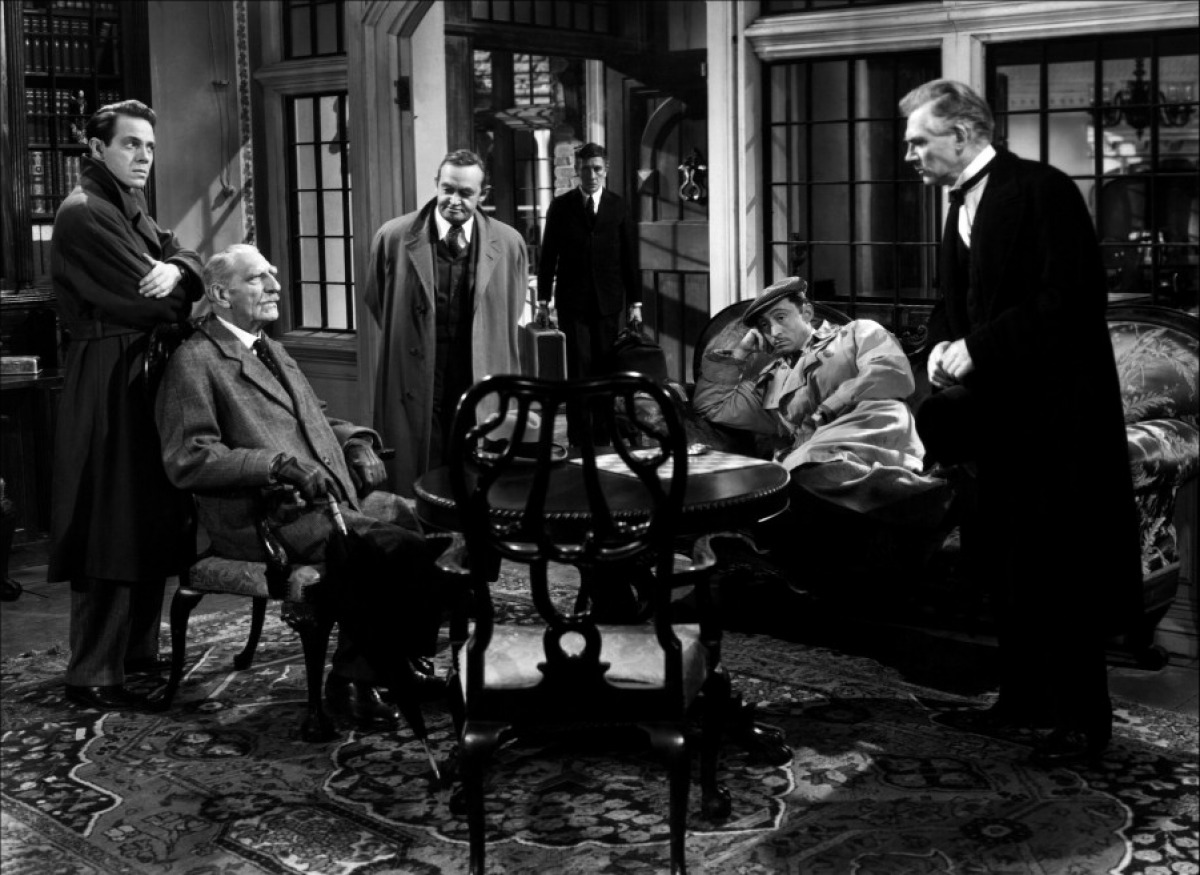
V.l.n.r. Louis Hayward, C. Aubrey Smith, Barry Fitzgerald, Richard Haydn, Mischa Auer en Walter Huston in And then there were none (1945)

Tien kleine negertjes is de oorspronkelijke Nederlandse titel van de roman Ten little Niggers, het bestverkochte boek van Agatha Christie. Het boek werd initieel uitgegeven in het Verenigd Koninkrijk door uitgeverij Collins Crime Club op 6 november 1939. In de Verenigde Staten verscheen het boek in december van datzelfde jaar onder de titel And then there were none. In 1965 werd de Engelstalige titel aangepast naar Ten little Indians. De eerste Nederlandstalige versie verscheen in 1948. In 2004 verscheen het boek voor het eerst onder de aangepaste titel En toen waren er nog maar...
Het boek werd in 1943 door Christie bewerkt tot een toneelstuk. Het is ook een aantal keer verfilmd.

## Nederlandse uitgaven
De eerste druk onder de titel Tien kleine negertjes verscheen in 1948 bij Sijthoff, de achttiende druk onder deze titel in 1994 bij Luitingh-Sijthoff. In 2004 verscheen bij deze uitgeverij een nieuwe druk onder de titel En toen waren er nog maar.... Bij de Brusselse uitgeverij Lefrancq verscheen in 1996 een Nederlandse vertaling (door Frank Leclercq) van de Franse stripbewerking van François Rivière. De toneelversie is vertaald door Jan Hulsegge en uitgegeven bij toneeluitgeverij Vink.

## Het verhaal
Het boek speelt op een eilandje voor de Engelse kust. Tien personen krijgen een uitnodiging van een vage kennis om een weekend in een landhuis op het eiland door te brengen. Op de eerste avond krijgen de tien gasten via een grammofoonplaat te horen dat ze stuk voor stuk worden beschuldigd van een misdaad. Meteen daarna valt de eerste gast dood neer. Als een aantal uren later een tweede gast dood wordt gevonden slaat de angst toe. Er is een moordenaar aan het werk, en daar ze slechts met zijn tienen op het eiland zijn is de moordenaar een van hen.

## Personages
- Anthony James Marston doodde twee jonge kinderen (John en Lucy Combs) door roekeloos rijgedrag. Marston toonde nooit echt berouw noch nam hij enige persoonlijke verantwoordelijkheid, hij klaagde enkel over het feit dat zijn rijbewijs werd ingetrokken. Hij wordt vergiftigd met kaliumcyanide dat in zijn glas werd gedaan terwijl de gasten naar de beschuldigende grammofoonplaat luisterden. Zijn immoraliteit maakte van hem het eerste slachtoffer.
- Mrs. Ethel Rogers, de kokkin en dienstmeid en vrouw van Thomas Rogers. Omschreven als een bleke en spookachtige vrouw die constant in doodsangst lijkt te leven. Ze wordt overheerst door haar brute echtgenoot, die de medicijnen van hun voormalige werkgeefster (een oude vrijster met de naam Jennifer Brady) achterhield om zo de erfenis te kunnen opstrijken. Mevrouw Rogers werd de rest van haar leven achtervolgd door hun misdaad. Ze werd het tweede slachtoffer, waarbij ze vredig in haar slaap overleed door een overdosis chloraalhydraat die in haar brandy zat.
- Generaal John Gordon Macarthur, een oud-strijder uit de Eerste Wereldoorlog op rust. Macarthur stuurde Arthur Richmond, de minnaar van zijn ondertussen overleden vrouw, de dood in door hem op een missie te sturen waarbij het zo goed als zeker was dat hij die niet ging overleven. Macarthurs vrouw had per vergissing de verkeerde brief naar Macarthur verzonden toen ze beide mannen tegelijkertijd schreef. De generaal aanvaardt dat waarschijnlijk niemand het eiland levend zal verlaten. Kort daarna wordt hij doodgeknuppeld wanneer hij naar de zee zit te staren.
- Thomas Rogers, de butler en echtgenoot van Ethel Rogers. Hij overheerst zijn zwakwillige vrouw en vermoordde hun voormalige werkgeefster door haar medicijnen achter te houden. De vrouw stierf aan hartfalen en Rogers erfde haar bezittingen. Hij wordt met een bijl de schedel ingeslagen terwijl hij brandhout aan het hakken is in het schuurtje.
- Emily Caroline Brent, een stijve, onderdrukte oude vrijster die er harde moralistische principes op nahoudt. Ze aanvaardde de vakantie op het eiland grotendeels door haar financiële beperkingen. Jaren eerder had ze haar jonge dienstmeid Beatrice Taylor ontslagen omdat ze zwanger was terwijl ze niet getrouwd was. Beatrice, die eerder al werd verworpen door haar ouders om dezelfde reden, verdronk zichzelf in een rivier wat juffrouw Brent als een nog grotere zonde beschouwde. Ze weigert hierover te praten met de mannen op het eiland, maar vertrouwt haar verhaal later toe aan Vera Claythorne, die dit zelf verder vertelt aan de anderen. Brent wordt eerst verdoofd met chloraalhydraat die in haar koffie zit, en wordt nadien geïnjecteerd met kaliumcyanide met een van de injectiespuiten van dr. Armstrong.
- Dr. Edward George Armstrong, verantwoordelijk voor de dood van een patiënte, Louisa Mary Clees, die hij opereerde terwijl hij dronken was. Een accidentele onthulling over Armstrongs misdadige nalatigheid is de reden waarom de moordenaar Armstrong naar het eiland lokte. Armstrong wordt van de kliffen in de zee geduwd en verdrinkt. Zijn lichaam is een tijdje spoorloos, waardoor de rest denkt dat Armstrong de moordenaar is, tot zijn lijk aanspoelt.
- William Henry Blore een voormalig politie-inspecteur en tegenwoordig privé-detective. Blore werd ervan beschuldigd een valse verklaring te hebben afgelegd in de rechtbank. Blore zou smeergeld hebben ontvangen van een gevaarlijke criminele bende, wat er toe leidde dat James Landor, een onschuldige man, veroordeeld werd tot een levenslange gevangenisstraf. Landor, die vrouw en kind had, stierf in de gevangenis. Blore komt aan op het eiland onder een schuilnaam en beweert te zijn teruggekeerd uit Zuid-Afrika, maar zijn ware naam wordt onthuld tijdens de beschuldigingen op de grammofoonplaat. Blore ontkent de beschuldigingen, maar geeft later de waarheid toe aan Philip Lombard. Zijn schedel wordt verbrijzeld door een zware klok in de vorm van een beer die uit het slaapkamerraam van Vera Claythorne wordt gegooid naar het lagergelegen terras.
- Philip Lombard, een huurling. Lombard komt naar het eiland met een geladen revolver. Hij wordt beschuldigd van de dood van een aantal Oost-Afrikaanse stamleden, die hij, na hun voedsel te hebben gestolen, achtergelaten heeft om te sterven. Hij en Marston zijn de enigen die openlijk hun beschuldigingen bekennen, zonder wroeging. Lombard wordt op het strand neergeschoten met zijn eigen revolver door Vera Claythorne, die dacht dat hij de moordenaar was. Lombard was de enige die de theorie uitdacht dat Wargrave de dader was.
- Vera Elizabeth Claythorne, een efficiënte en vindingrijke voormalige gouvernante die voornamelijk secretaressewerk doet sinds haar vorige leerling Cyril Hamilton stierf. Vera liet de jonge Cyril met opzet te ver in zee zwemmen, waardoor hij verdronk. Ze deed dit zodat haar verloofde Hugo Hamilton, de oom van Cyril, de enige erfgenaam werd van het familiefortuin. Ze zwom zelf de zee in om Cyril zogenaamd te redden, zodat er geen verdenking op haar zou rusten. Hugo vermoedde echter wat Vera had gedaan en verliet haar. Hugo erfde het fortuin en veranderde in een dronkaard. Op een cruiseschip vertelde hij in beschonken toestand zijn verhaal aan Wargrave, die zo Vera opspoorde, die nooit berouw toonde van haar daden. Nadat ze zogenaamd uit zelfverdediging Lombard neergeschoten had, keerde ze terug naar het huis, blij het overleefd te hebben. In haar kamer vond ze een klaarhangende strop en een stoel. In haar post-traumatische staat ziet en hoort ze haar ex Hugo, die haar aanmoedigt de strop te gebruiken. Vera hangt zichzelf uiteindelijk op.
- Rechter Lawrence John Wargrave, een rechter in ruste. Wargrave stond erom bekend vaak de doodstraf uit te spreken voor verschillende misdaden. Wargrave blijkt uiteindelijk de moordenaar te zijn op het eiland. Wargrave heeft een verborgen verlangen om schuldige personen te doden. Wanneer hij hoort terminaal ziek te zijn, besluit hij een soort spel uit te vinden waarbij verschillende personen die schuldig zijn aan moord naar het eiland worden gelokt onder valse voorwendselen. Hij doet zich voor als een van de gasten en zet zijn eigen dood in scène, met de hulp van dr. Armstrong om zo de moordenaar te kunnen vinden. Dit vindt plaats na de moord op Emily Brent. Hij doodt Armstrong nadat die heeft geverifieerd dat Wargrave gedood is door een kogel in het hoofd. Na de dood van Vera Claythorne verplaatst Wargrave enkele meubels in het huis, schrijft zijn bekentenis en gooit die in zee. Hij schiet zichzelf door het hoofd, zodat het verhaal in het dagboek van de anderen klopt.
- Isaac Morris, een advocaat ingehuurd door Wargrave om het eiland namens hem te kopen. Morris is reeds overleden voor het verhaal van start gaat. Hij vertelde de inwoners op het vasteland elk signaal vanop het eiland te negeren. Morris zorgde ervoor dat de schuldigen naar het eiland kwamen. Ook Morris was schuldig aan iemands dood. Morris dealde drugs, en zorgde er zo voor dat een jonge vrouw verslaafd werd en uiteindelijk zelfmoord pleegde. De jonge vrouw was de dochter van een vriend van Wargrave. Morris kreeg een overdosis slaappillen toegediend door Wargrave, wat van hem in feite het eerste slachtoffer maakte, nog vóór Marston.
- Fred Narracott, de schipper die de schuldigen van het vasteland naar het eiland bracht. Na dit gedaan te hebben komt hij niet meer in het verhaal voor, maar volgens inspecteur Maine was hij degene die vroeger dan voorzien terugkeerde naar het eiland zodra het weer het toeliet en de lichamen ontdekte.
- Sir Thomas Legge en Inspecteur Maine, twee rechercheurs van Scotland Yard die de zaak onderzoeken, maar niet bij machte zijn het mysterie op te lossen.

## Kinderversje
De titel is afgeleid van het gelijknamige kinderversje waarin na elke strofe een negertje verdwijnt. In het boek wordt dit gegeven gebruikt waarbij na elke moord een beeldje van de schoorsteenmantel verdwijnt.
| Nr. | Personage                      | Beschuldiging | Doodsoorzaak                                                                     | Strofe van het rijm |
| --- | ------------------------------ | --- | -------------------------------------------------------------------------------- | --- |
| -   | Isaac Morris                   | Zat in een cocaïnezwendel | Een giftig poeder aangenomen dat zou moeten helpen bij spijsverteringsproblemen. | |
| 1   | Anthony James Marston          | Reed twee kinderen aan, waarna ze overleden                                                                                  | Gestikt door cyaankali in zijn whisky-soda                                       | Tien kleine negertjes gingen uit eten langs verre wegen Eén stikte in zijn drankje – toen waren er nog negen             |
| 2   | Ethel Rogers                   | Betrokken bij de nalating van amylnitriet bij mevrouw Brady waardoor ze overleed                                             | In haar slaap gestorven door veronal                                             | Negen kleine negertjes praatten tot diep in de nacht Eén kon niet wakker worden – toen waren er nog acht                 |
| 3   | General John Gordon MacArthur  | Stuurde Arthur Richmond de dood in                                                                                           | Vermoord door een harde klap op het hoofd                                        | Acht kleine negertjes kwamen op een eiland aangedreven Eén zei, dat hij niet verder wou – toen waren er nog zeven        |
| 4   | Thomas Rogers                  | Liet amylnitriet na bij mevrouw Brady, waardoor ze overleed                                                                  | Vermoord met een bijl tijdens het hakken van hout                                | Zeven kleine negertjes kapten hout met een kapmes Eén sloeg zichzelf in tweeën – toen waren er nog zes                   |
| 5   | Emily Caroline Brent           | Stuurde haar dienstmeid/protegé haar huis uit, nadat duidelijk werd dat ze zwanger was; wat zorgde dat ze zelfmoord pleegde. | Geïnjecteerd met cyaankali                                                       | Zes kleine negertjes hielden een honingbedrijf Eén werd gestoken door een bij – toen waren er nog vijf                   |
| 6   | Lawrence John Wargrave         | Het arglistig beïnvloeden van de rechtelijke jury, waardoor de heer Seton onterecht werd veroordeeld.                        | Beschoten met een revolver (in scène gezet)                                      | Vijf kleine negertjes kregen met het recht gemier Eén kwam terdege in de knoei – toen waren er nog vier                  |
| 7   | Dokter Edward George Armstrong | Verantwoordelijk van het sterven van een patiënt, terwijl hij haar dronken opereerde                                         | Verdronken nadat hij in de zee was geduwd                                        | Vier kleine negertjes gingen naar zee en zie Eén rode haring verzwolg er een – toen waren er nog drie                    |
| 8   | William Henry Blore            | Pleegde meineed, waardoor de onschuldige heer Landor werd veroordeeld tot gevangenisstraf, waardoor hij overleed             | Geplet door een klok, in de vorm van een beer                                    | Drie kleine negertjes gingen naar Artis mee Eén grote beer drukte er een fijn – toen waren er nog twee                   |
| 9   | Philip Lombard                 | Stal het voedsel van 21 Afrikaanse soldaten, waarna ze verhongerden                                                          | Beschoten door Vera                                                              | Twee kleine negertjes gingen naar het zonnebad heen Eén schroeide de zon een gat in zijn bast – toen was er nog maar één |
| 10  | Vera Elizabeth Claythorne      | Als een gouvernante liet ze toe dat haar oppaskind verdronk                                                                  | Hing zichzelf op                                                                 | Eén klein negertje bleef helemaal alleen Hij hing ten slotte zich maar op – dus bleef er toen niet één                   |

## Verfilmingen
Het boek kent diverse verfilmingen als slasher-film. In 1945 is het boek verfilmd als And then there were none onder regie van René Clair. In 1965 als Ten little Indians door George Pollock. In 1974 is het verfilmd door Peter Collinson. In 2015 kwam een Britse miniserie uit.

## Trivia
- In de Engelse versie worden de uitnodigingen ondertekend met U.N. Owen (unknown). Deze naam is in de Nederlandse versie vertaald met N.I. Manth (niemand), wat in spreektaal een gelijk resultaat oplevert.

- Biblioteca Nacional de España: XX3383642
- Bibliothèque nationale de France: cb17796845t (data)
- Gemeinsame Normdatei: 1097790452
- Library of Congress Control Number: n84144802
- MusicBrainz work: 06e02c24-2499-40fe-95f4-34b2dac65457
- Nationale bibliotheek van Australië: 35271772
- Nationale Bibliotheek van Israël: 987007331084605171
- Nationale Bibliotheek van Polen: a0000003597599
- LIBRIS: 380554
- Virtual International Authority File: 313145424580486831117